# Nuvolau (pohoří)
Horská skupina Nuvolau (italsky Gruppo del Nuvolau) je horská skupina v Ampezzanských Dolomitech. Nachází se v italském regionu Benátsko.

## Poloha
Pohoří leží jihozápadně od města Cortina d'Ampezzo a severovýchodně od Alleghe v provincii Belluno mezi údolími Valle del Boite a Val Cordevole. Jeho nejvyšším vrcholem je Monte Averau o nadmořské výšce 2649 m n. m.

## Vymezení
Skupina je od skupiny Marmolata na jihozápadě oddělena tokem řeky Cordevole ve stejnojmenném údolí. Na jihu tvoří hranici se skupinou Cristallo údolí Val Fiorentina vedoucí do Passo Staulanza (1773 m). Údolí Codalunga, které se stáčí na sever od údolí Val Fiorentina k průsmyku Passo di Giau (2236 m), odděluje skupinu Croda da Lago od skupiny Nuvolau. Z průsmyku Passo di Giau, který se nachází na jihovýchodě skupiny, tvoří hranici údolí Val Cernera vedoucí do údolí Valle del Boite. Na severu odděluje skupinu od Tofane údolí Val Costeana. Na severozápadě tvoří průsmyk Passo di Falzarego (2105 m) hranici se skupinou Fanes. Na západě tvoří údolí Valle d'Andraz hranici s Fodomem.
Administrativně je skupina Nuvolau rozdělena mezi čtyři bellunské obce Livinallongo del Col di Lana, Cortina d'Ampezzo, San Vito di Cadore a Colle Santa Lucia.

## Geologie
Skupina Nuvolau se skládá z různých hornin. Monte Averau a Cinque Torri jsou z dolomitu Dolomia Principale, Croda Negra a La Gusela jsou z dolomitu Cassian. Na Monte Nuvolau je kassiánský dolomit v oblasti vrcholu překryt dolomitem Dolomia Principale. Tyto útvary, které vznikly mezi svrchním triasem a spodní jurou, jsou na severovýchodě a jihozápadě hlavního hřbetu obklopeny sedimenty pliocenního a čtvrtohorního glaciálního stáří.
Pozůstatky blokových ledovců nacházející se severně a jižně od Monte Averau jsou zřetelnými stopami posledního glaciálu. Další dva blokové ledovce se nacházeely západně od Croda Negra a jihozápadně od La Gusela.
Sopečného původu je Monte Pore na jihozápadním okraji skupiny. Jeho svrchní část tvoří středotriasový tuf, který překrývá starší spodnotriasové a svrchnopermské útvary.

## Geomorfologie
Z geomorfologického hlediska tvoří skupina Nuvolau severovýchodně se svažující monoklinu se dvěma hlavními plošinami. Zatímco rovina na jižní straně je charakteristická loukami přerušovanými několika menšími údolími, severní strana je naopak mnohem skalnatější. Zalesněná severovýchodní strana se svažuje do pánve Ampezzo. Mezi průsmyky Passo di Falzarego a Passo di Giau se zvedají nejdůležitější vyvýšeniny skupiny, které tvoří hřeben skupiny.

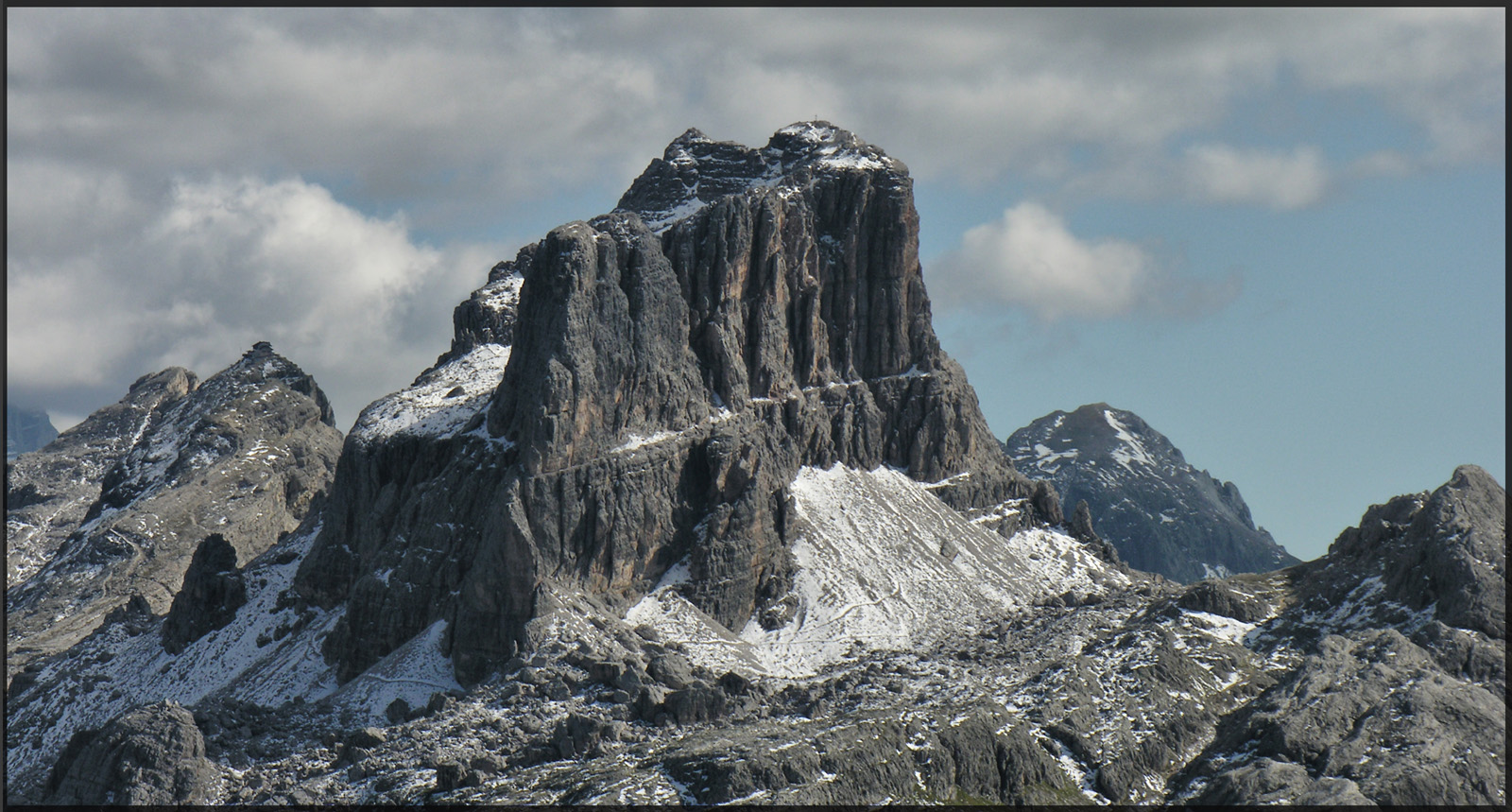
Averau
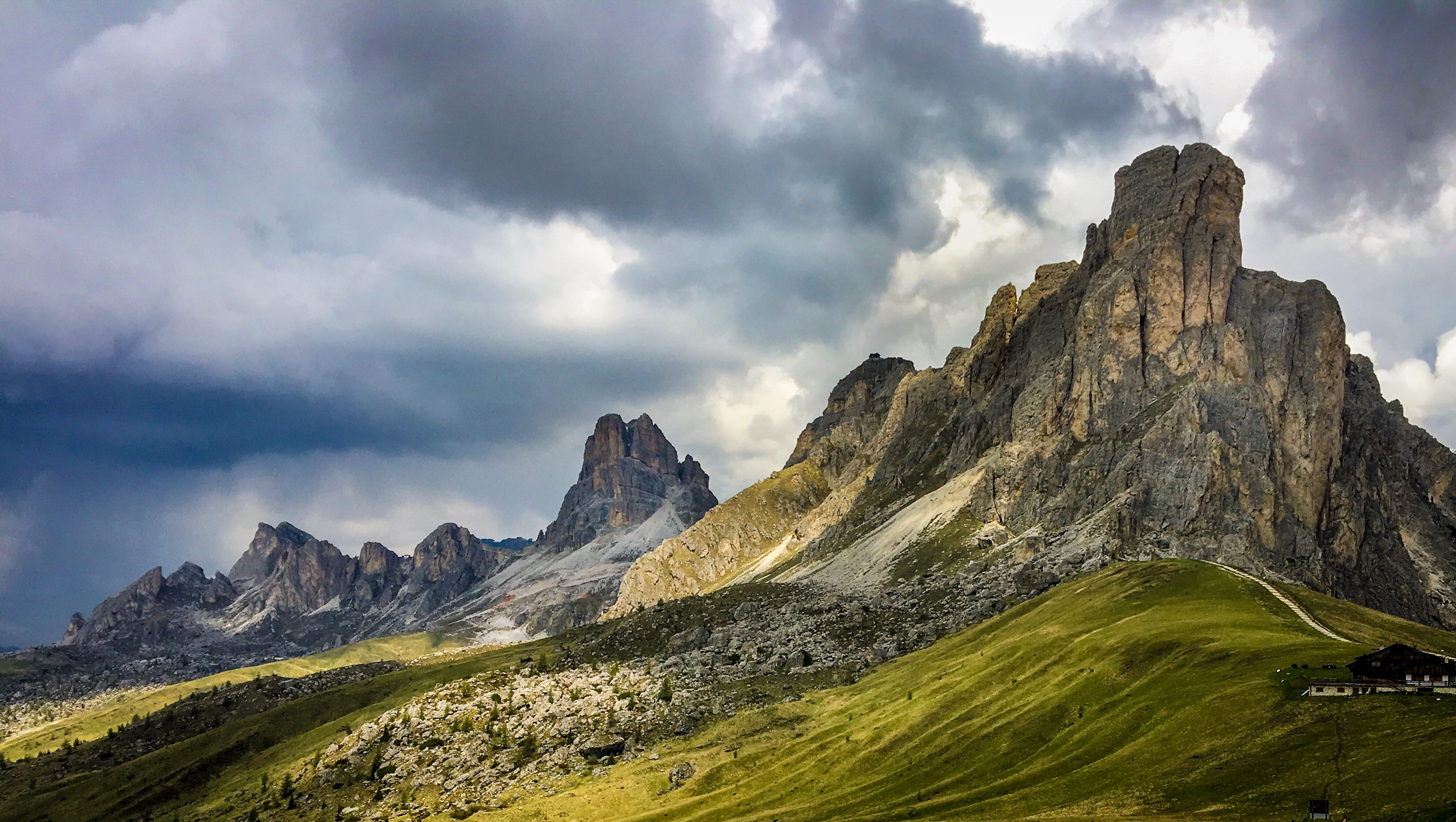
Gusela, Nuvolau, Averau a Croda Negra (zleva doprava)
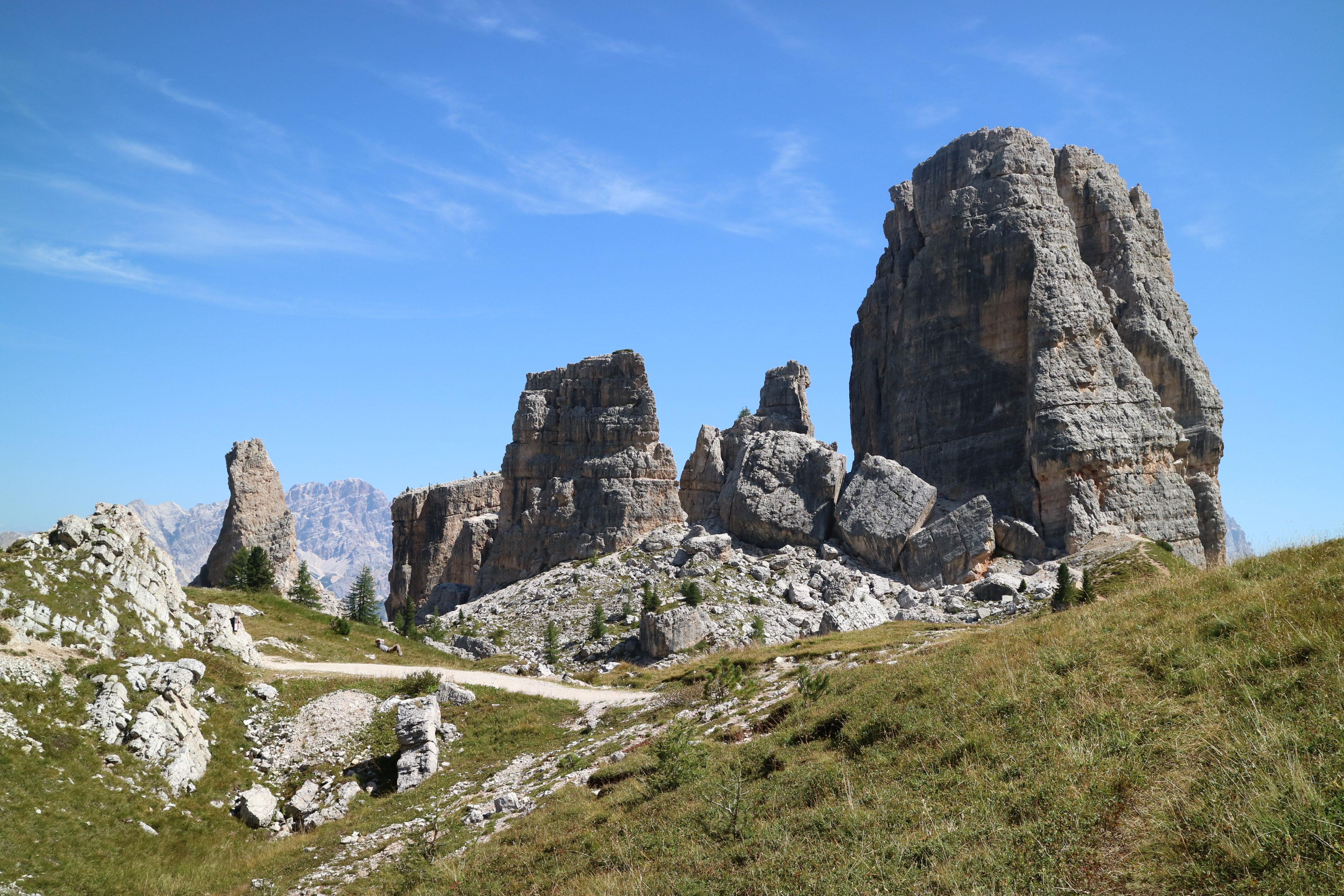
Cinque Torri
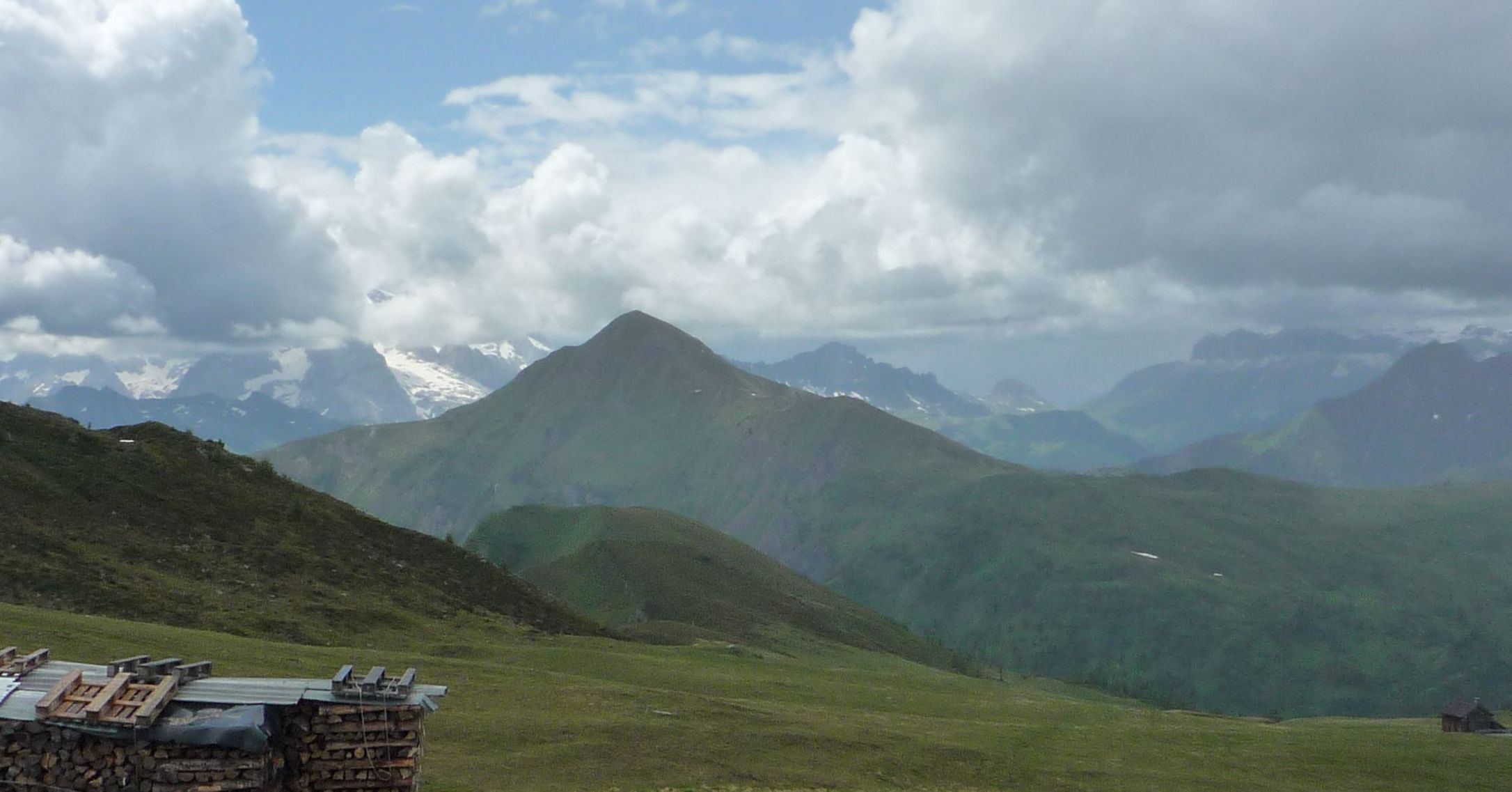
Monte Pore od Passo di Giau
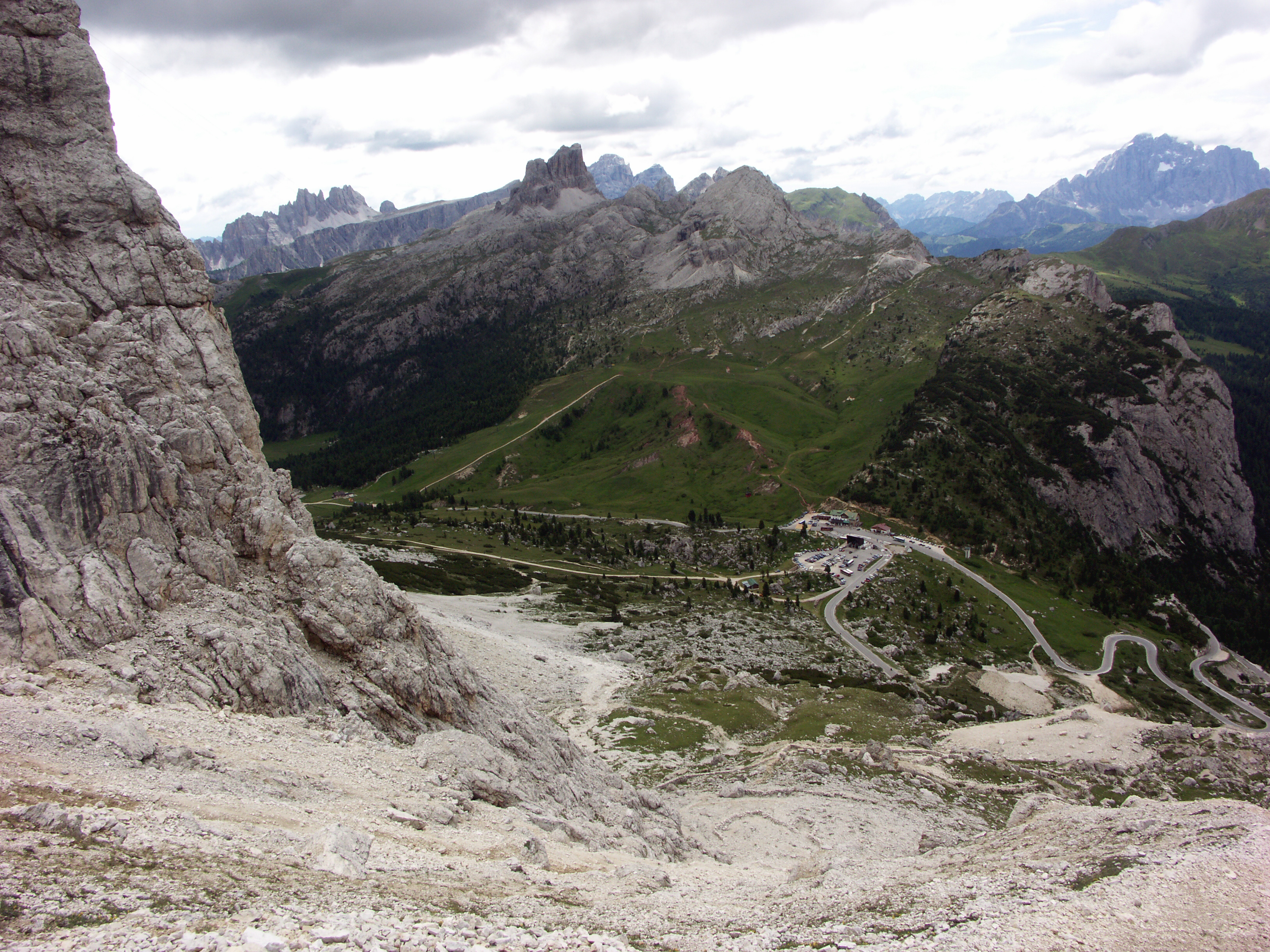
Nuvolau od Lagazuoi s Passo di Falzarego, Col Gallina, Croda Negra a Averau

## Členění
Podle SOIUSA je horská skupina Nuvolau podskupinou západních Ampezanských Dolomit. Nezávisle na tom byla již na počátku 20. století považována za samostatnou skupinu Dolomit, například v průvodci po oblasti Dolomiti di Cadore, jehož autorem je Antonio Berti a který vyšel v roce 1908, a který se poprvé objevil v roce 1928 v řadě Guida dei Monti d'Italia vydávané Italským alpským klubem pod názvem Dolomiti Orientali. Skupina Nuvolau je tvořena jedním hřebenem, hřebenem Nuvolau (italsky Dorso del Dolomiti).
Podle toho se skupina skládá z horského hřebene Nuvolau (italsky Dorso del Nuvolau) a dvou jasně ohraničených samostatných skupin Cinque Torri a Monte Pore, které leží před ním.

## Hřeben Nuvolau
Centrální část skupiny tvoří hřeben Nuvolau. Pokračuje jihozápadně od Passo di Falzarego jihovýchodním směrem a končí u Ra Gusella. Nejvyšším bodem hřebene je Monte Averau ve výšce 2649 m n. m. Je také nejvyšší horou celé horské skupiny Nuvolau.

## Cinque Torri
Cinque Torri (Pět věží) jsou charakteristickou skupinou monolitů, které se nacházejí severně od hřebene Novulau, na straně skupiny Nuvolau, která se mírně svažuje k údolí Val Costeana. Nejvyšším monolitem je Torre Grande ve výšce 2361 m n. m.

## Monte Pore
Monte Pore (ladinsky Spiz de Poure) se nachází severně od Colle Santa Lucia, na okraji údolí Val Cordevole, před hlavním hřebenem skupiny. Od zbytku skupiny Nuvolau se odlišuje svou geologickou minulostí, geomorfologií a tmavou horninou tvořenou vulkanickými horninami.

## Vrcholy
- Monte Averau 2649 m n. m.
- Monte Gusela, La Gusela nebo Ra Gusela 2595 m n. m.
- Monte Nuvolau 2574 m n. m.
- Croda Negra 2518 m n. m.
- Monte Pore 2405 m n. m.
- Torre Grande 2361 m s.l.m.

## Vodstvo
Vody skupiny Nuvolau patří do povodí řeky Boite východně od hřebene Nuvolau, zatímco na západě napájejí řeku Cordevole. Obě řeky jsou přítoky Piavy. Oba toky Rio Falzarego a Rio Costeana, tekoucí na východ, a Codalunga, Andraz, tekoucí do Cordevole, značně mění průtok v závislosti na srážkách a tání sněhu. Spolu s jezerem Lago Bain de Dones, které se nachází v blízkosti Velké dolomitské cesty, a jezerem Lago Limedes, které se nachází severozápadně od Monte Averau, se na severní straně skupiny nacházejí dvě malá horská jezera. Hladina vody v obou krasových jezerech také silně kolísá, takže menší jezero Lago Limedes nebo Limides může být na podzim také vyschlé.

## Příroda
I přes antropogenní vlivy způsobené turistickým rozvojem skupiny se horská skupina Nuvolau vyznačuje nezanedbatelnou biotopovou rozmanitostí a s ní spojenou biodiverzitou. Vedle rozsáhlých ploch jehličnatých lesů a luk se však na nepropustných místech jinak spíše krasového povrchu vytvořily i mokřady.

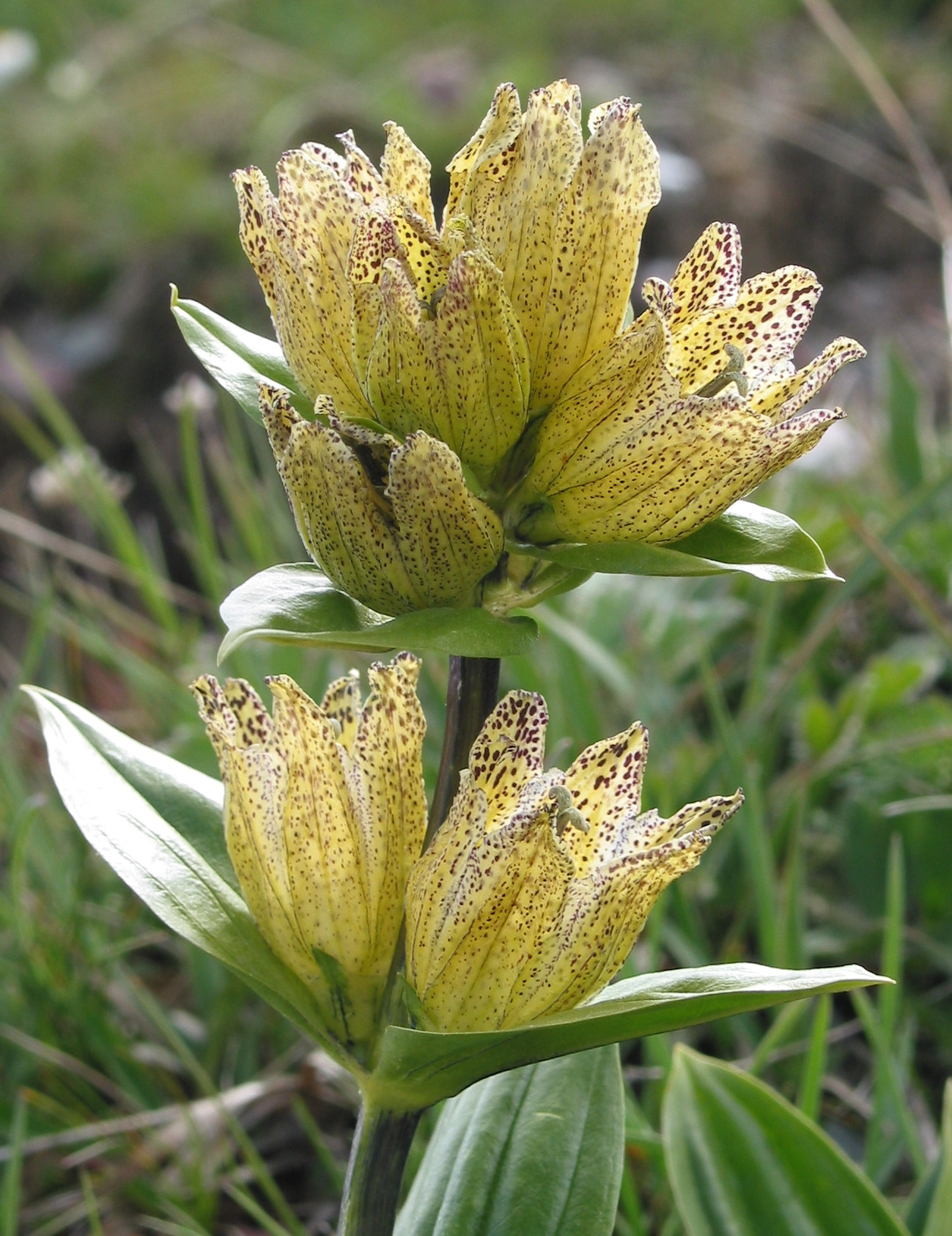
Hořec tečkovaný (Gentiana punctata)
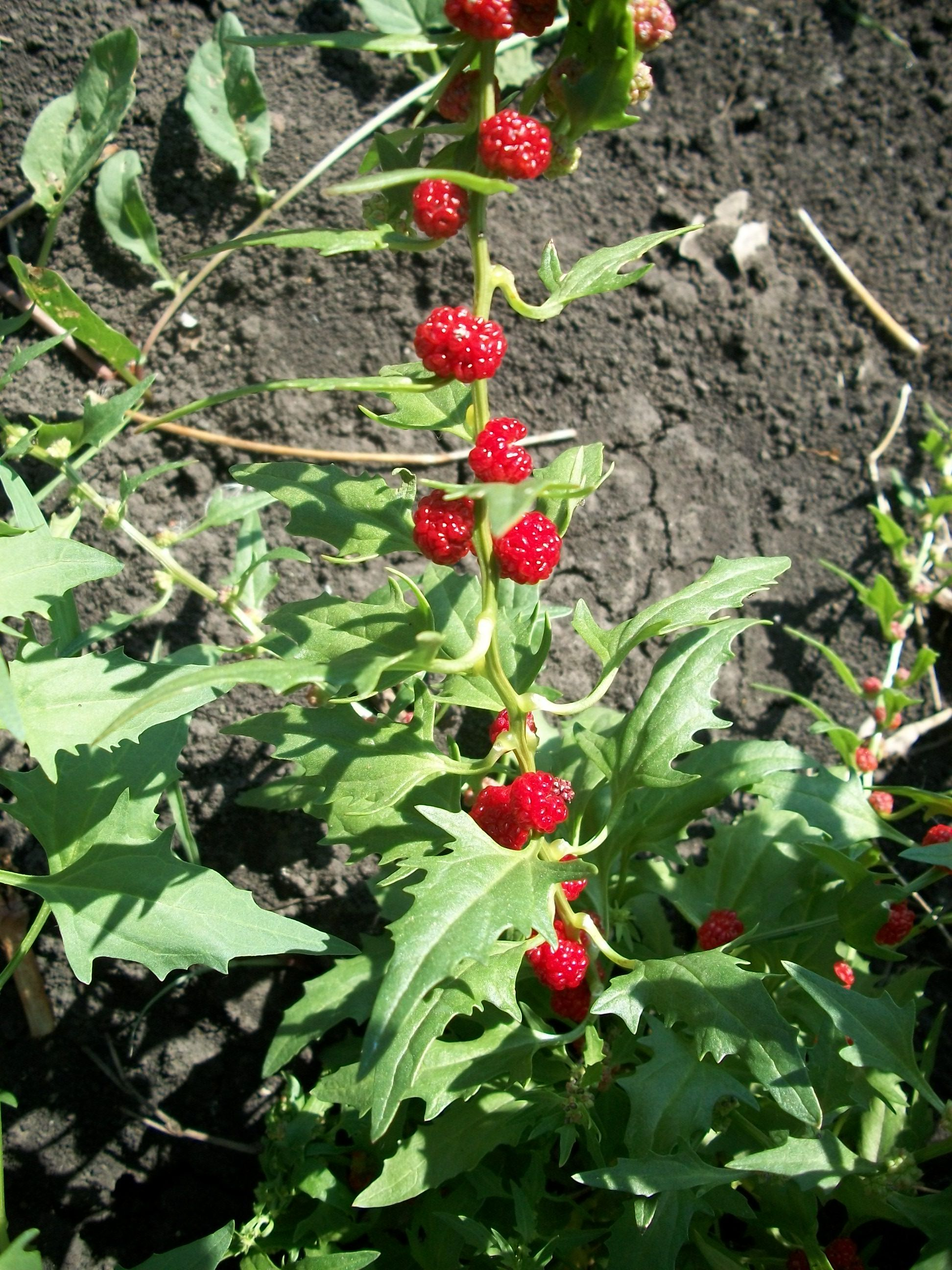
merlík listnatý (Blitum virgatum)
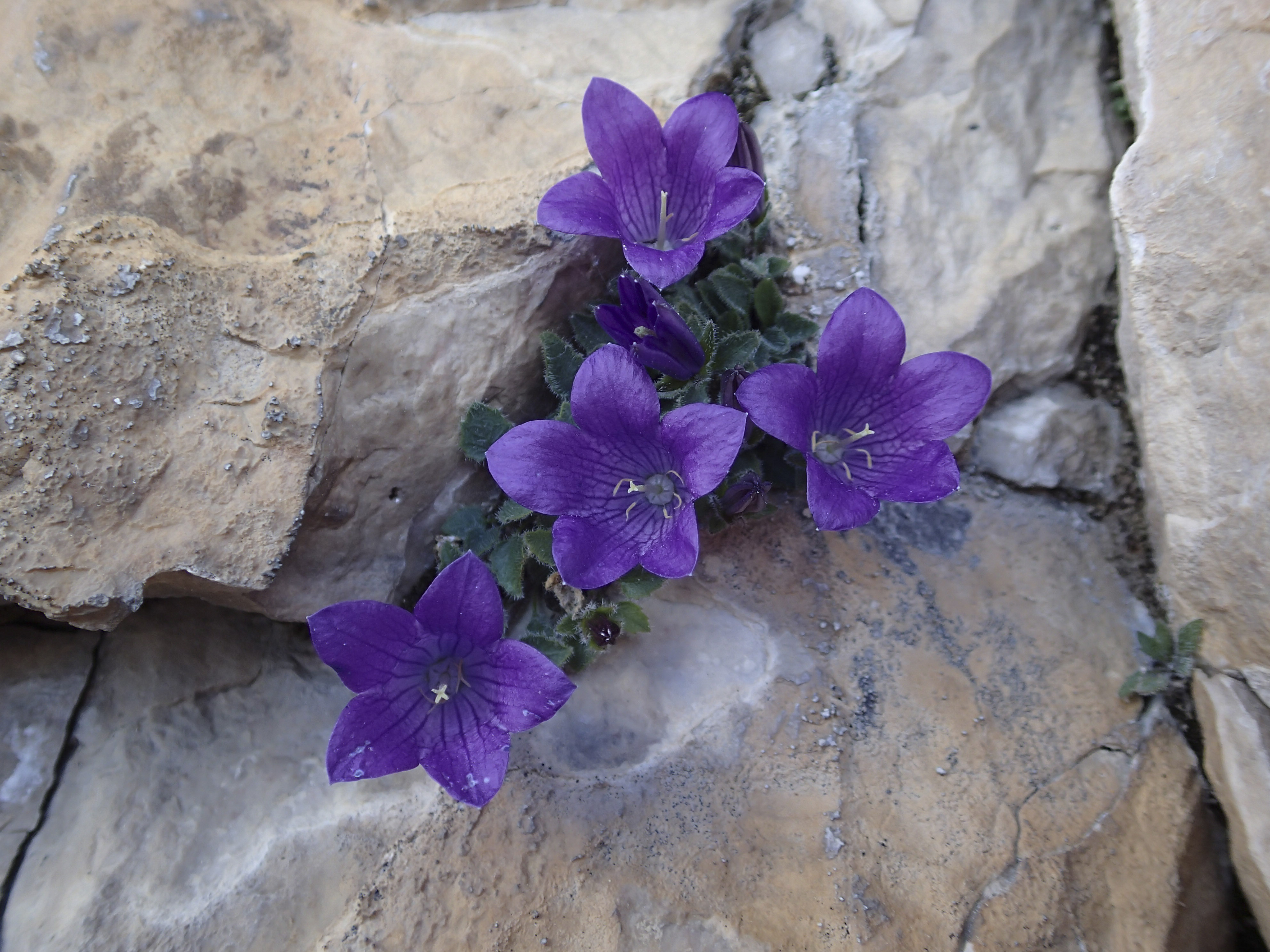
Zvonek (Campanula morettiana)
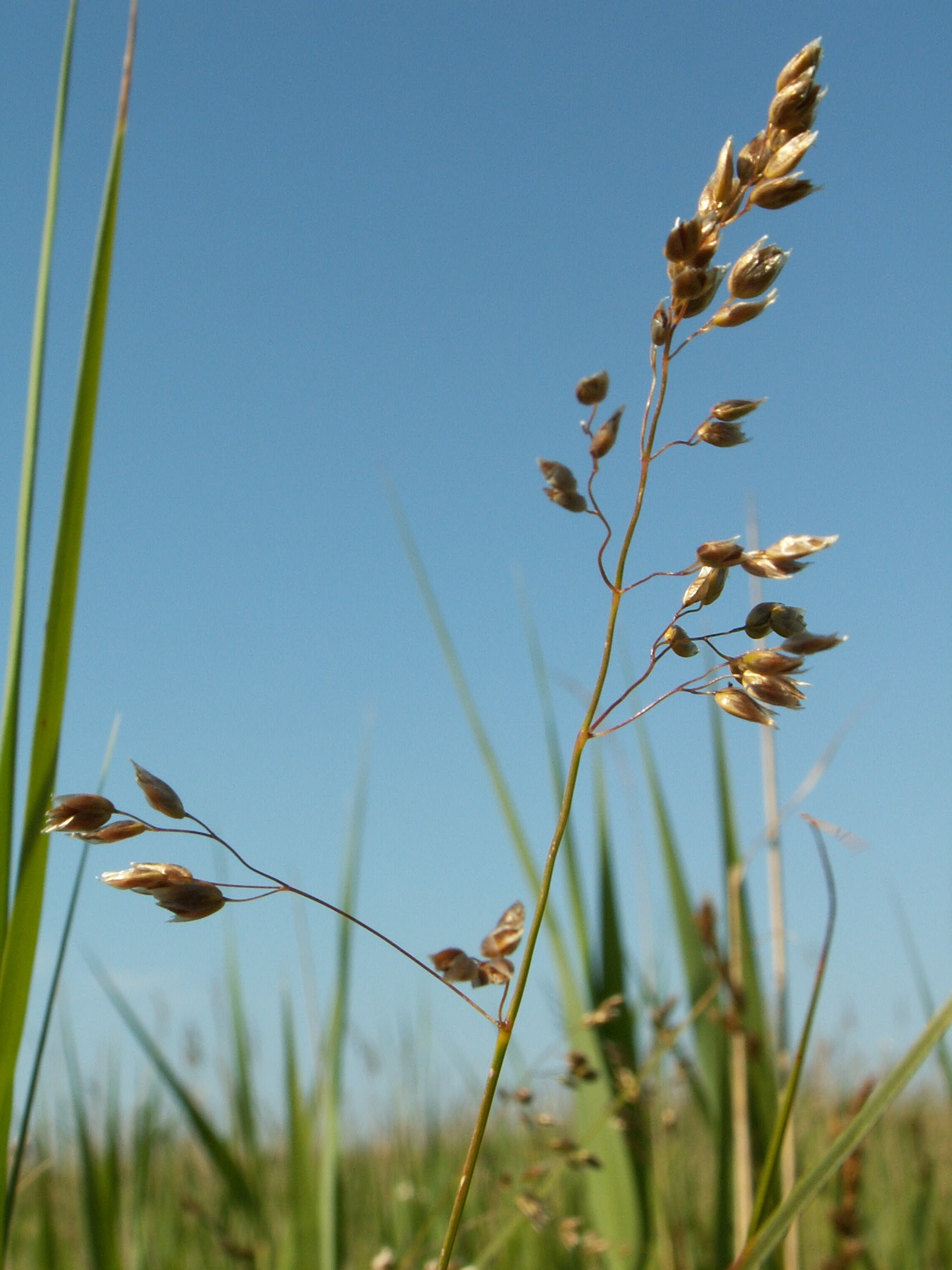
tomkovice vonná (Hierochloe odorata)
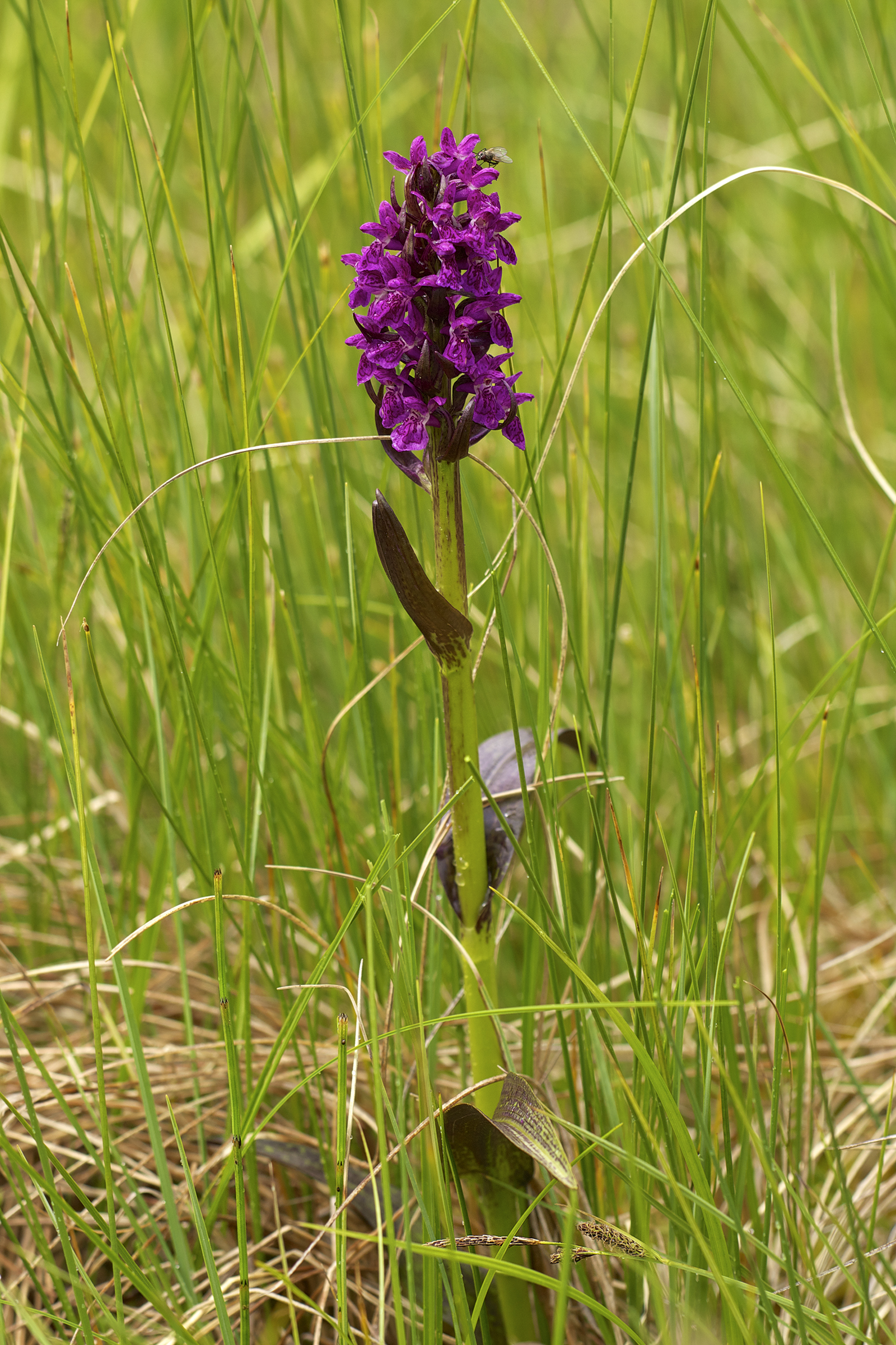
Prstnatec (Dactylorhiza cruenta)

## Fauna
Ptáci představují nejvýznamnější třídu obratlovců, kteří pocházejí ze skupiny Nuvolau. Mezi nimi se vyskytují některé druhy, které zde hnízdí, jako je např. Bělokur horský na severní straně skupiny nebo tetřev hlušec. Skalní stěny Cinque Torri jsou místem výskytu Zedníčka skalního. Lesy na východní a severovýchodní straně jsou domovem datlíka tříprstého. Na svých výpravách zde lze pozorovat i orla skalního, který hnízdí také v Ampezských Dolomitech, ale ne ve skupině Novulau. Ze savců se zde kromě svišťů horských, kteří tvoří větší kolonii v průsmyku Falzarego, vyskytují také zajíci běláci.

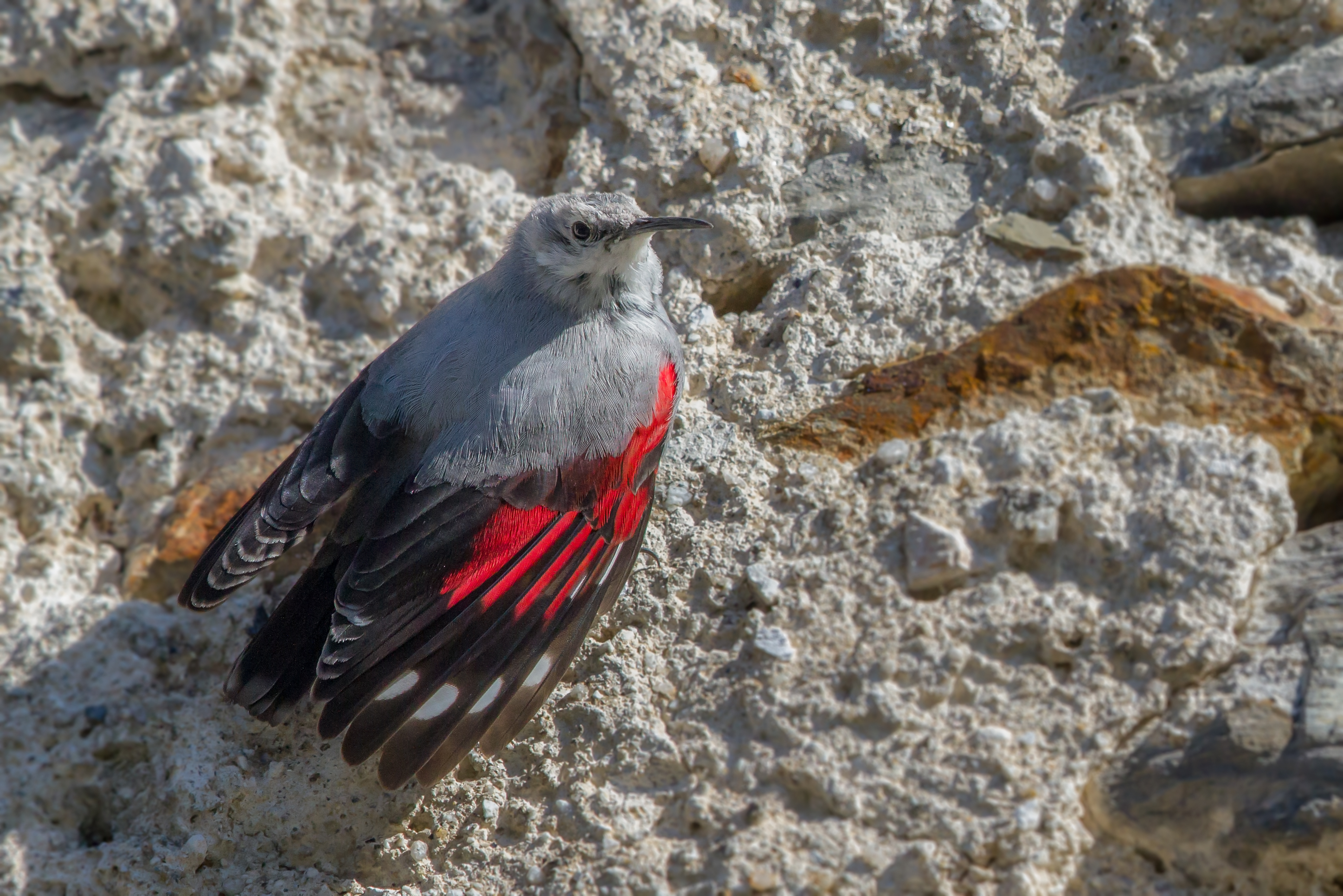
zedníček skalní
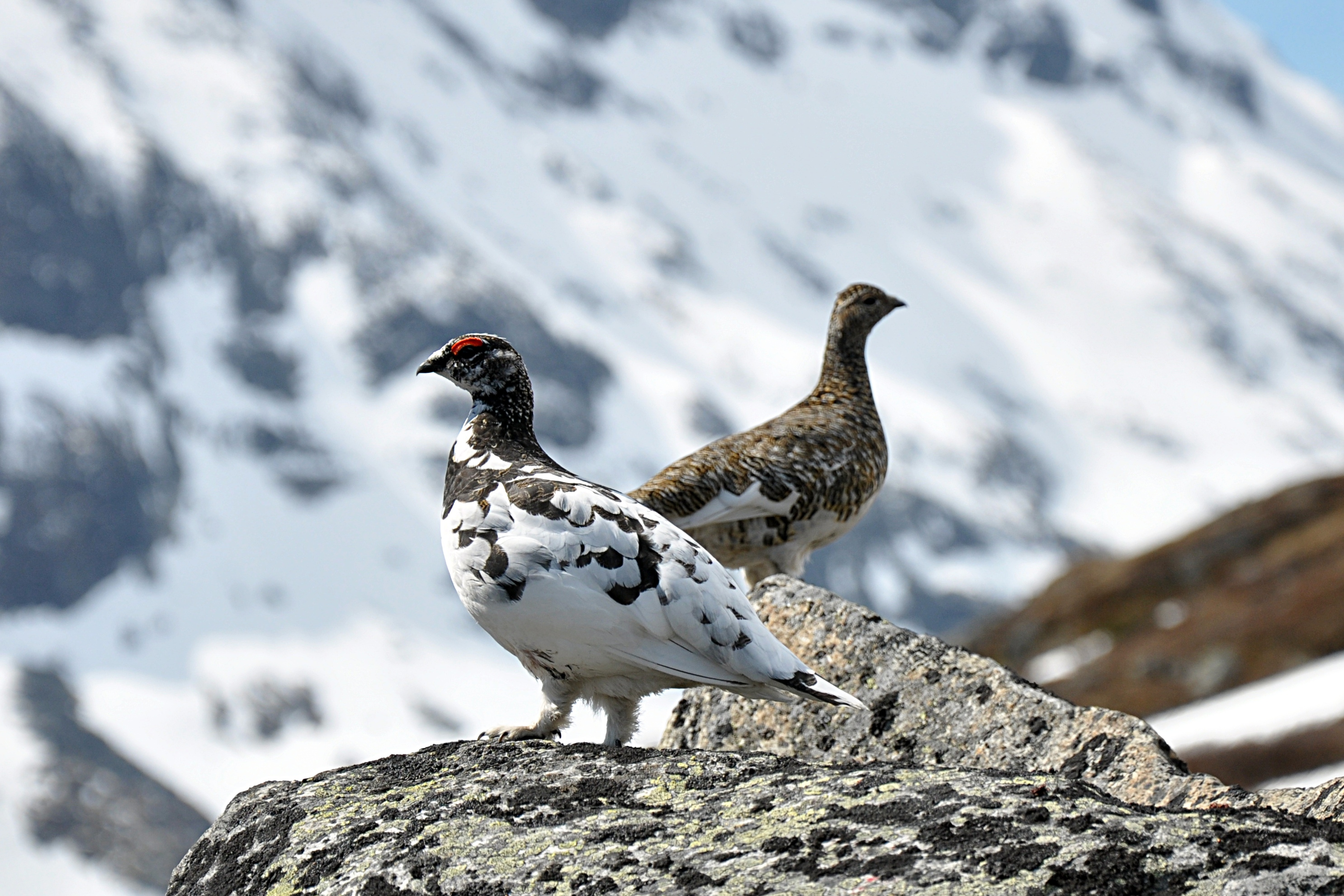
Bělokur horský
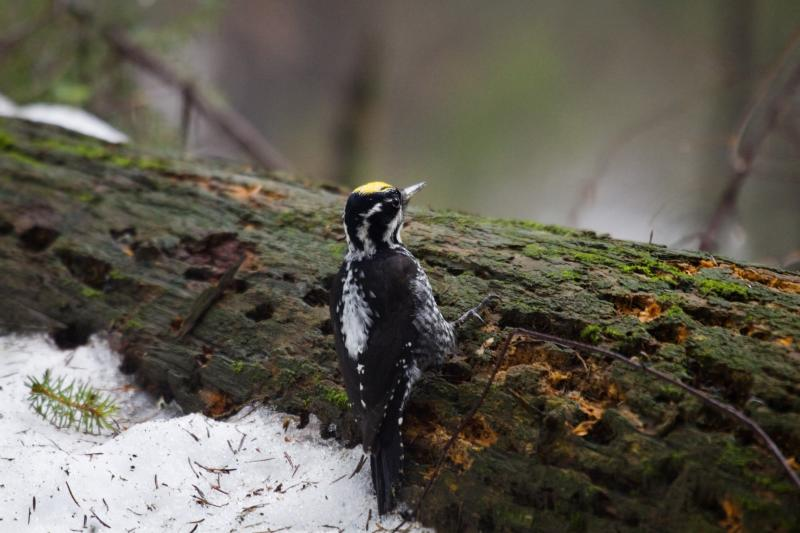
datlík tříprstý
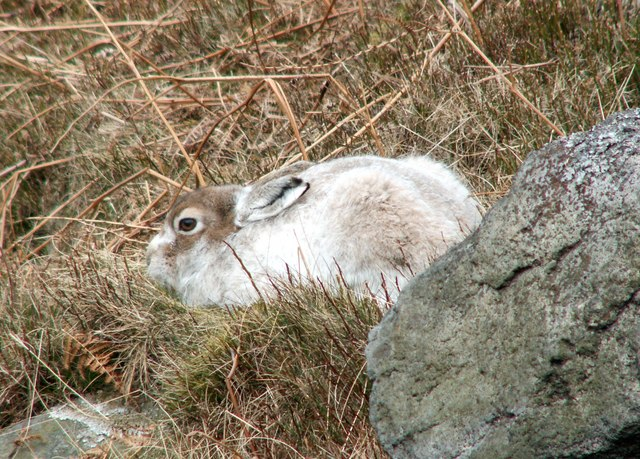
zajíc bělák

## Chráněné oblasti
Ve skupině Nuvolau je několik biotopů vyhlášených jako chráněná území. Mezi ně patří od východu na západ:
- Ciòstego - Val De Ra Fontanes: Modřínový les severovýchodně od Ra Gusela.
- Muraglia di Giau: bažinatá oblast severovýchodně od Ra Gusela.
- Naerou: mokřadní oblast jižně od Cinque Torri.
- Lago Bai de Dones: krasové jezero na Velké dolomitské cestě, severně od Cinque Torri.
- Prati palustri di Giau: vlhké louky v Passo di Giau.
- Lago di Limides - Pian dei Menìs: Nesouvislá chráněná oblast s krasovým jezerem Limides severozápadně od Monte Averau a pod bažinatou oblastí Pian dei Menis, která se nachází na Velké dolomitské cestě.
- Piani di Falzarego: vlhká louka, jižně od Passo di Falzarego.

Kromě toho jsou velké části skupiny označeny jako chráněné oblasti Natura 2000. Společně se skupinou Monte Pelmo a Croda da Lago tvoří lokalitu Monte Pelmo - Mondeval - Formin chráněnou podle směrnice o stanovištích (WDPA ID 555528630).

## Horské chaty
- Rifugio Nuvolau 2574 m s.l.m., CAI
- Rifugio Averau 2413 m s.l.m., privat
- Rifugio Scoiattoli, 2255 m s.l.m., privat
- Rifugio Cinque Torri 2137 m s.l.m., privat
- Rifugio Col Gallina 2054 m s.l.m., privat
- Rifugio Fedare 2000 m s.l.m., privat

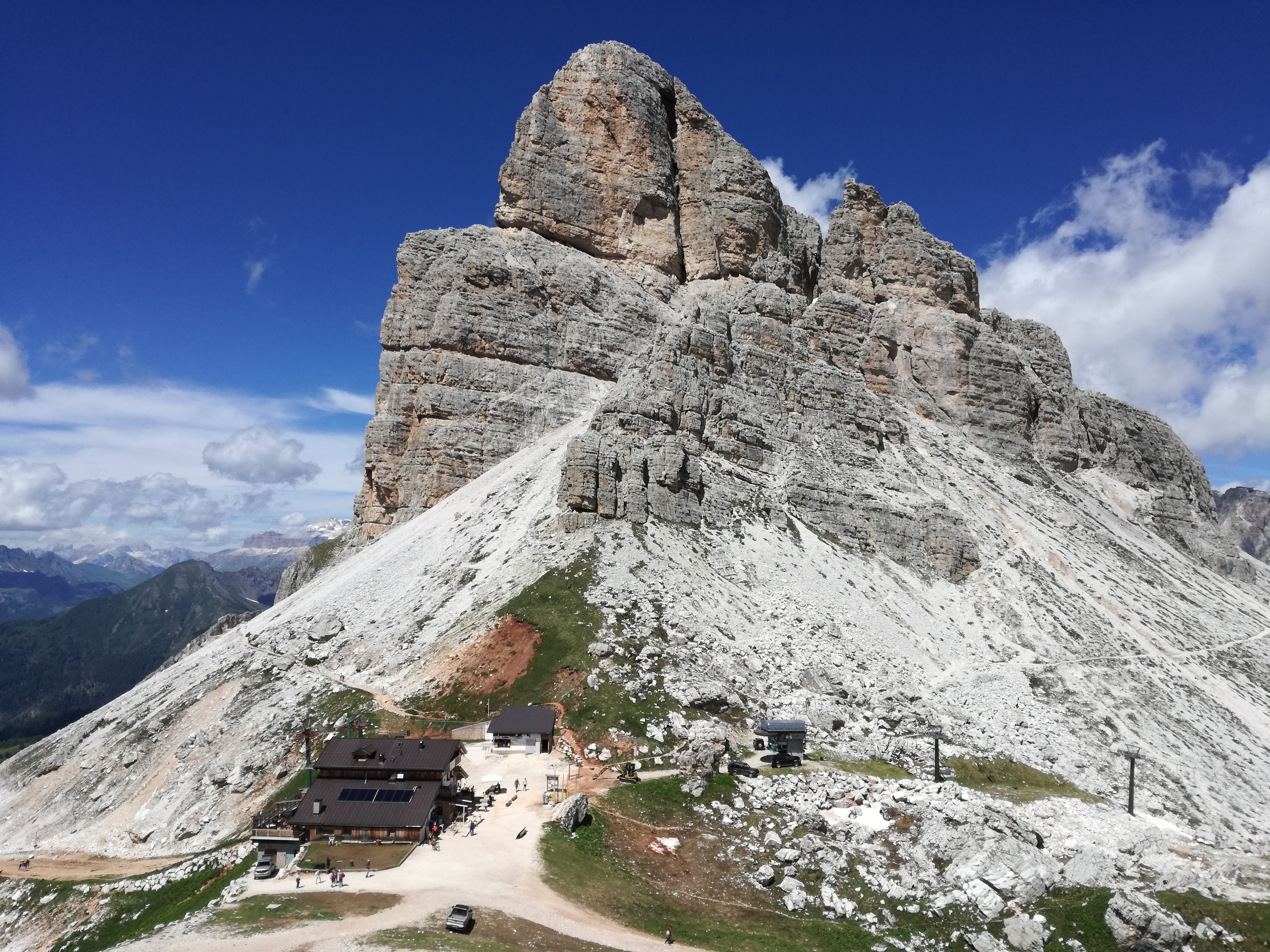
Forcella Nuvolau a Rifugio Averau a Monte Averau
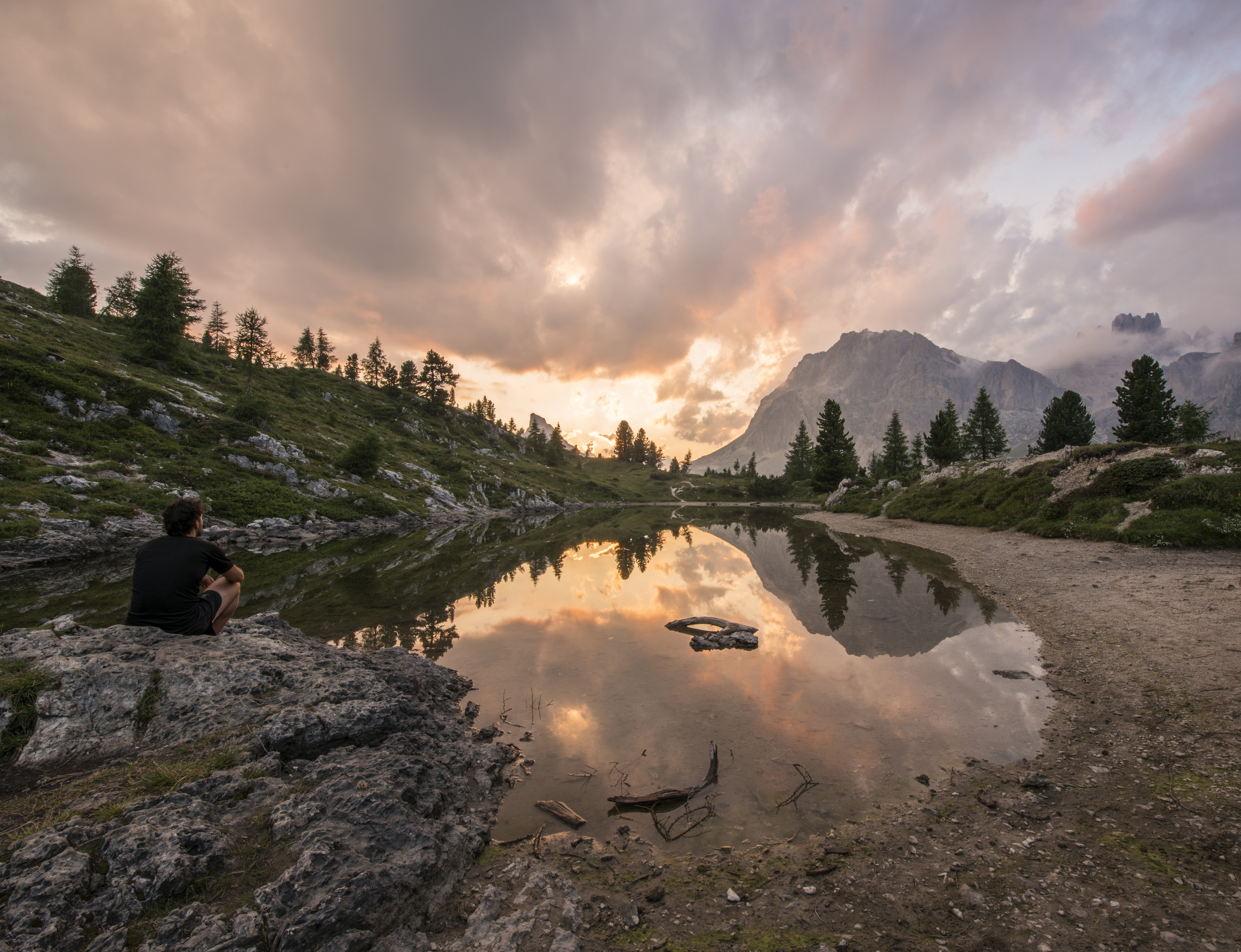
Lago di Limides
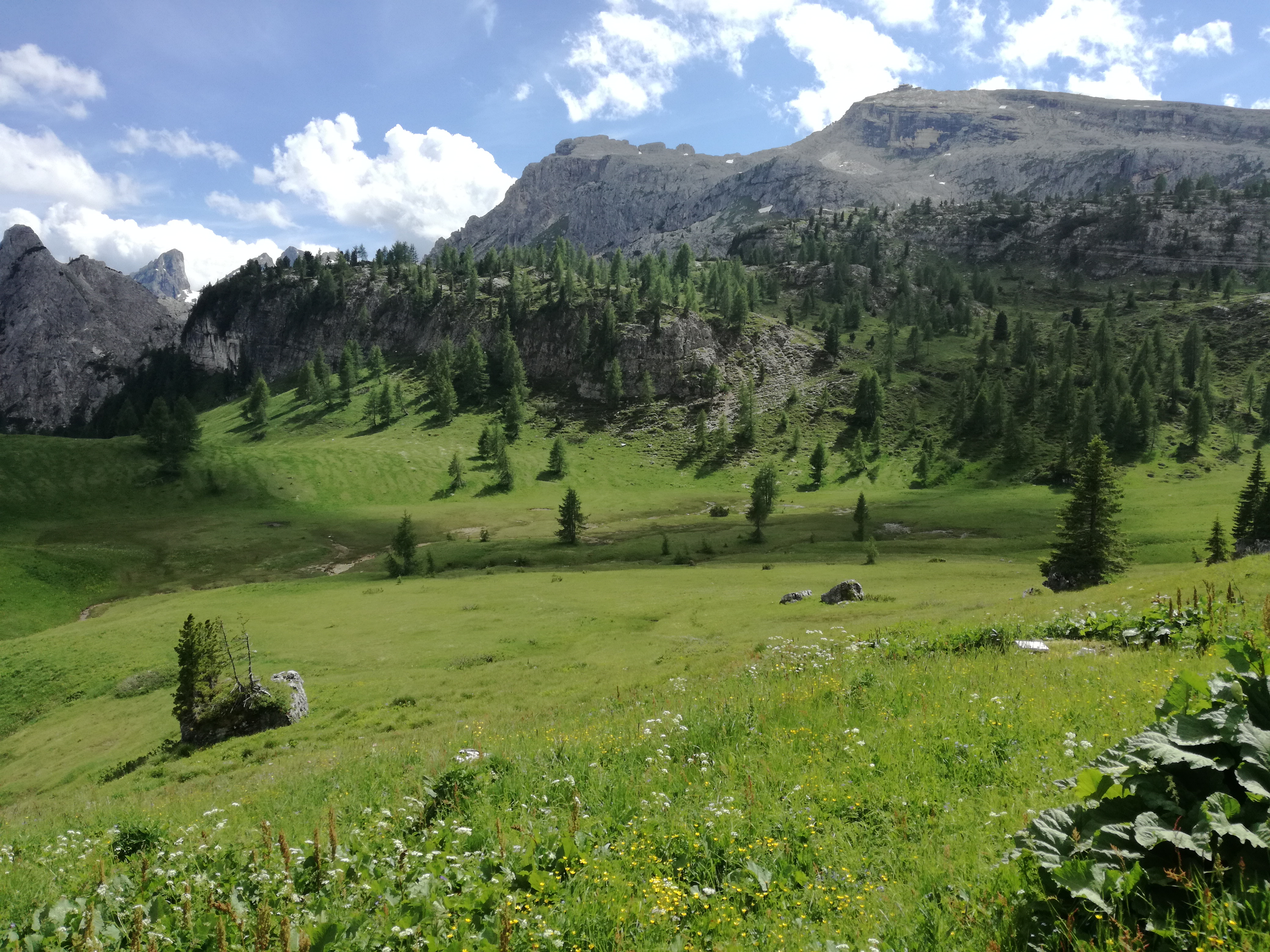
chráněná oblast Naerou
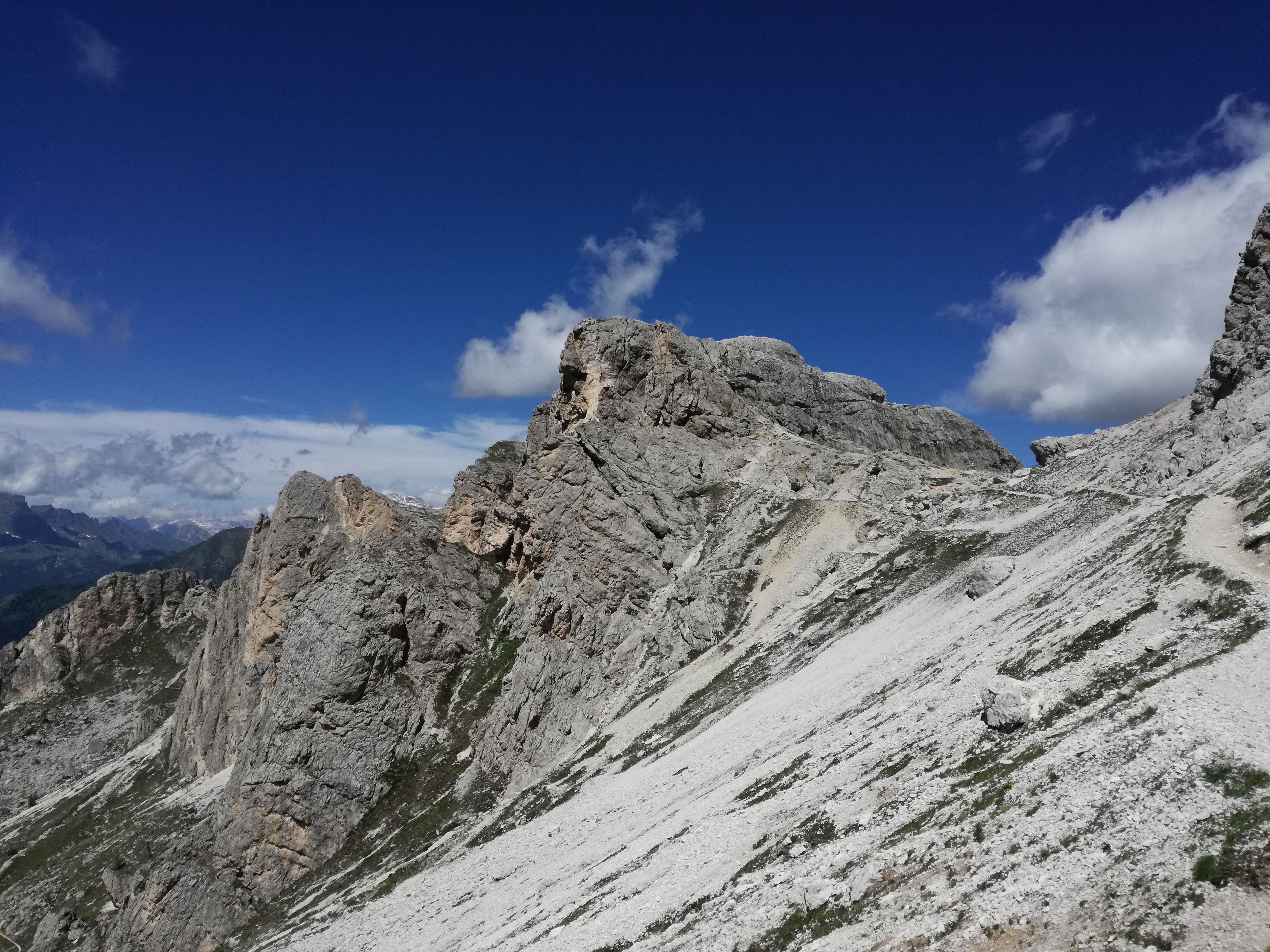
Croda Negra vpravo Forcella Averau
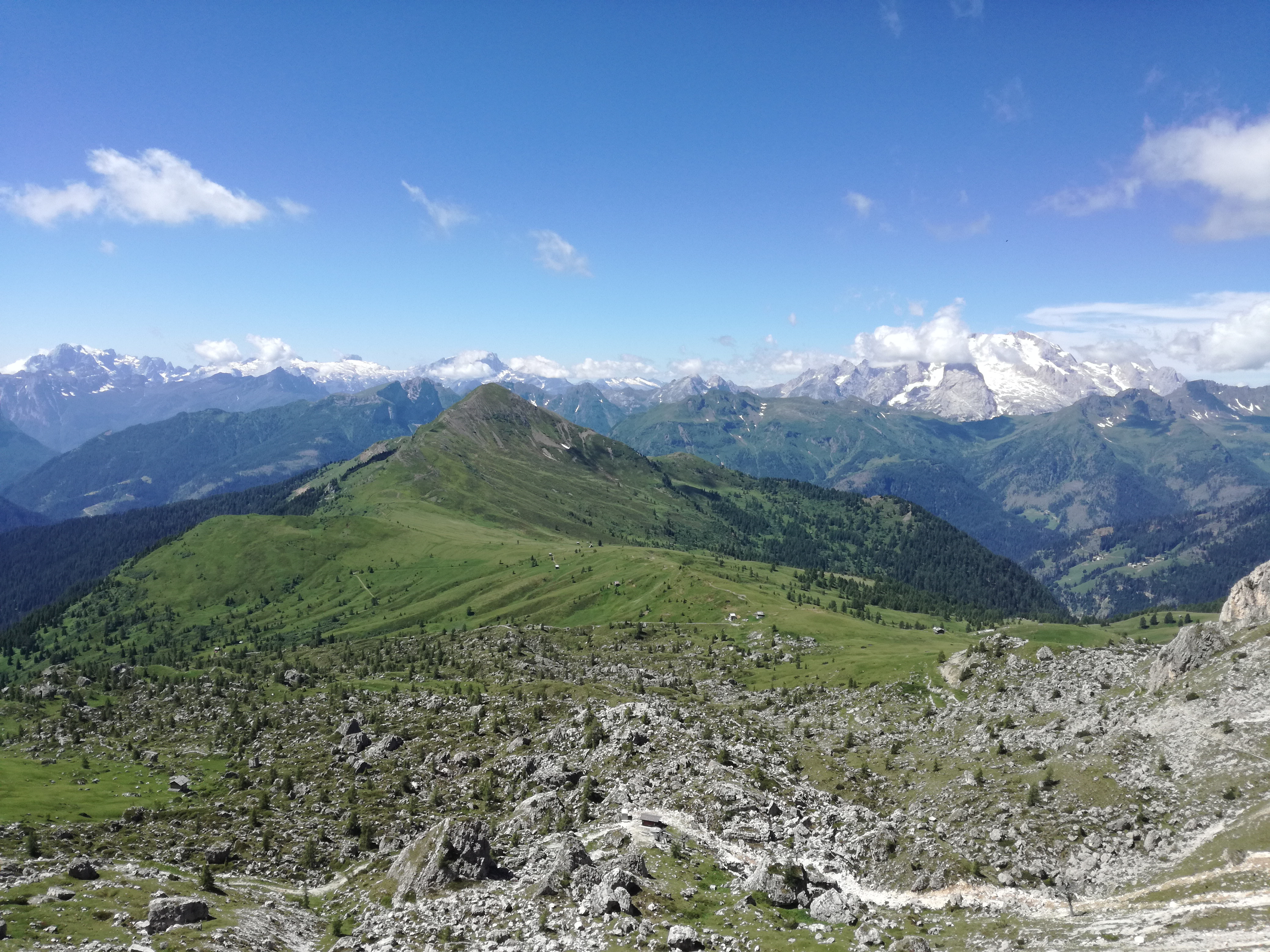
zbytky po ledovci pod Monte Averau a Monte Pore

## Využiti v zimě
Do skupiny Nuvolau vede několik lyžařských vleků, a to jak ze severní strany, tak z jihozápadní. Lyžařská oblast kolem Averau a Cinque Torri patří do lyžařské oblasti Cortina d'Ampezzo a je součástí lyžařského okruhu Dolomiti Superski. Další rozšiřování lyžařského areálu a související infrastruktury, a to i s ohledem na zimní olympijské hry v roce 2026, vyvolalo v roce 2020 protesty ekologů.

## Alpinismus
Alpinisté se o skupinu začali zajímat až poté, co průkopníci alpského rozvoje Dolomit, jako byl Paul Grohmann, vylezli na vyšší nebo prestižnější hory, jako byla Tofana di Mezzo (1863), Marmolata (1864) nebo Grosse Zinne (1869). V roce 1874, kdy Richard Issler a místní průvodce Santo Siorpaes vystoupili východním žlabem na Monte Averau, začal rozvoj Nuvolaugruppe. Zejména monolity podobné Cinque Torri měly vzbudit zájem mnoha generací horolezců. Na severní vrchol Torre Grande vystoupil poprvé v roce 1880 Brit G. C. Wall a místní průvodce Giuseppe Ghedina, na jižní vrchol o dvanáct let později Berlíňan Leon Treptow a horský vůdce Sepp Innerkofler ze Sesta].
V roce 1883 postavil Německý a rakouský alpský spolek (DÖAV) také první útočiště v této skupině, chatu Sachsendankhütte, kterou po zničení v první světové válce přestavěl Italský alpský klub (CAI) na Rifugio Nuvolau. Nejvyšší a největší věž Cinque Torri se stala jedním z nejlépe zdolávaných horolezeckých vrcholů v okolí Cortiny d'Ampezzo. Jen na Cinque Torri je asi tucet tras různé obtížnosti. Ostatní vrcholy skupiny však nabízejí i řadu dalších horolezeckých cest, například jižní stěnu La Gusella, která spadá kolmo do Passo di Giau, nebo pozoruhodné skalní věže Torre Luisa (2366 m), na kterou bylo poprvé vystoupeno v roce 1951, a Torre Esperria (2410 m), na kterou bylo poprvé vystoupeno v roce 1928.

## Mapy
- APAT – Agenzia per la protezione dell’ambiente e per i servizi technici: Carta Geologica d’Italia. Foglio 29 Cortina d’Ampezzo.